# CARE Danmark
CARE Danmark er en dansk udviklings- og nødhjælpsorganisation, der arbejder med nødhjælp og langsigtede udviklingsprojekter i Afrika og Asien. CARE Danmark blev stiftet i 1987. 
CARE Danmark arbejder selvstændigt, men er en del af CARE International, der består af CARE organisationer i 14 forskellige lande: Danmark, USA, Canada, Tyskland, Australien, Frankrig, Holland, Indien, Japan, Norge, Storbritannien, Thailand, Peru og Østrig. 
Hans Kongelige Højhed Prins Joachim er protektor for CARE i Danmark.

## Fokusområder
CARE Danmark arbejder ud fra princippet om hjælp til selvhjælp, og fælles for CAREs udviklingsarbejde er, at projekterne styrker verdens mest udsatte mennesker til selv at kunne forbedre deres eget liv. I Afrika og Asien, der hver især kæmper med udfordringer relateret til fattigdom og klimaforandringer, er der lange tørkeperioder, oversvømmelser og voldsomme storme. CARE Danmark vil sikre, at verdens fattigste og mest klimaudsatte mennesker på trods af voldsomme klimaforandringer får mulighed for at skabe sig et godt og værdigt liv for sig selv og deres familie. Projektet CAMP+ Arkiveret 3. juni 2021 hos  Wayback Machine er et eksempel på CARE Danmarks arbejde med klimatilpasninger.

## Historie
CARE International blev grundlagt i USA i 1945 da 22 organisationer gik sammen om at sende livsnødvendig nødhjælp, de såkaldte CARE-pakker som en del af Marshallhjælpen, til overlevende efter anden verdenskrig i Europa. En CARE-pakke var overskud fra den amerikanske hær og indeholdt et måltid mad til ti soldater. 
For ti dollar kunne man købe en CARE-pakke og en garanti om, at adressaten ville modtage den inden for fire måneder. Da de første pakker slap op, begyndte CARE at sammensætte deres egne pakker godt hjulpet af donationer fra amerikanske virksomheder. 
Over de næste to årtier nåede omkring 100 millioner CARE-pakker ud til mennesker i nød, først i Europa og siden i Asien og andre fattigere dele af verden. Også dengang arbejdede CARE ud fra visionen om en verden fri for fattigdom og lidelse.

## Navnet
Oprindeligt stod CARE for “Cooporative for American Remittances to Europe”. Da CARE Internationals aktiviteter udvidede sig geografisk blev navnet til “Coorparative for Assistance and Relief Everywhere." I dag, hvor CARE arbejder i mere end 104 lande og er en af de største private humanitære organisationer i verden, bruges de oprindelige akronymer ikke, men navnet står for sig selv i dets rigtige betydning: CARE = omsorg.

## Logo
CAREs logo består af hænder i en cirkel, der rækker ind efter hinanden. De gullige og rødlige jordfarver repræsenterer den grundlæggende værdi, som naturens ressourcer er for alle mennesker på jorden. Hænderne symboliserer samarbejde og partnerskab lokalt, nationalt og internationalt. Målsætningen er en verden med håb, tolerance og social retfærdighed, hvor fattigdom er afskaffet og hvor mennesker lever i værdighed og sikkerhed.

## Korte facts
- CARE Danmark blev stiftet i 1987.
- H.K.H. Prins Joachim er protektor. Han  har blandt andet rejst til CARE Danmarks projekter i Cambodja og Vietnam.
- CARE Danmark er en del af CARE International, der består af CARE organisationer i 14 forskellige lande.
- CARE Danmark har udviklingsprojekter i Burkina Faso, Mali, Myanmar, Nigeria, Mozambique, Ghana, Uganda, Niger, Vietnam, Nepal, Tanzania og Kenya.
- CARE Danmark arbejder med langsigtede projekter og nødhjælp.